# La Course by Le Tour de France de 2021
A 8.ª edição da La Course by Le Tour de France celebrou-se a 26 de junho de 2021 sobre um percurso de 107,4 km com início na cidade de Brest e final na cidade de Landerneau na França coincidindo em calendário com a primeira etapa do Tour de France de 2021.
A corrida fez parte do UCI WorldTour Feminino de 2021 como concorrência de categoria 1.wwT do calendário ciclístico de máximo nível mundial sendo a décima corrida de dito circuito e foi vencida pela ciclista neerlandesa Demi Vollering da equipa SD Worx. O pódio completaram-no a dinamarquesa Cecilie Uttrup Ludwig da equipa FDJ Nouvelle Aquitaine Futuroscope e a ciclista neerlandesa Marianne Vos da equipa Jumbo-Visma.

## Equipas
Tomarão a saída um total de 22 equipas, dos quais participarão os 9 equipas de categoria UCI WorldTeam Feminino habilitados e 13 equipas de categoria UCI Continental Team Feminino convidados pela organização da corrida quem conformaram um pelotão de 127 ciclistas das quais terminaram 102. As equipas participantes foram:
| translation for headoftableIII_translate index 58 not found (9)- Alé BTC Ljubljana - Team BikeExchange - Canyon-SRAM Racing - FDJ-Nouvelle Aquitaine-Futuroscope - Liv Racing - Movistar Team - SD Worx - Team DSM - Trek-Segafredo UCI Women's continental teams (12)- Arkéa Pro Cycling Team - A.R. Monex - Bizkaia-Durango - Ceratizit-WNT Pro Cycling - Jumbo-Visma - Massi Tactic - Parkhotel Valkenburg - Rally - Stade Rochelais Charente-Maritime Women Cycling - Team Tibco-Silicon Valley Bank - Top Girls Fassa Bortolo - Valcar-Travel & Service UCI Women's continental team- Drops-Le Col |
| |

## Classificações finais
As classificações finalizaram da seguinte forma:

### Classificação geral
| \| Classificação geral \| Classificação geral \| Classificação geral \| Classificação geral \| Classificação geral \| \| Ciclista \| Ciclista \| Equipe \| Tempo \| \| \| ------------------- \| --------------------- \| ---------------------------------- \| ------------------- \| ------------------- \| \| 1. \| Demi Vollering \| SD Worx \| 2h50m29s \| \| \| 2. \| Cecilie Uttrup Ludwig \| FDJ-Nouvelle Aquitaine-Futuroscope \| + 0s \| \| \| 3. \| Marianne Vos \| Jumbo-Visma Women Team \| + 0s \| \| \| 4. \| Anna van der Breggen \| SD Worx \| + 0s \| \| \| 5. \| Grace Brown \| Team BikeExchange \| + 0s \| \| \| 6. \| Katarzyna Niewiadoma \| Canyon-SRAM Racing \| + 0s \| \| \| 7. \| Soraya Paladin \| Liv Racing \| + 0s \| \| \| 8. \| Liane Lippert \| Team DSM \| + 0s \| \| \| 9. \| Lizzie Deignan \| Trek-Segafredo \| + 4s \| \| \| 10. \| Sofia Bertizzolo \| Liv Racing \| + 4s \| \| \| 11. \| Leah Thomas \| Movistar Team \| + 4s \| \| \| 12. \| Coryn Rivera \| Team DSM \| + 8s \| \| \| 13. \| Marta Cavalli \| FDJ-Nouvelle Aquitaine-Futuroscope \| + 8s \| \| \| 14. \| Niamh Fisher-Black \| SD Worx \| + 8s \| \| \| 15. \| Mikayla Harvey \| Canyon-SRAM Racing \| + 8s \| \| \| 16. \| Tatiana Guderzo \| Alé BTC Ljubljana \| + 8s \| \| \| 17. \| Anna Henderson \| Jumbo-Visma Women Team \| + 8s \| \| \| 18. \| Juliette Labous \| Team DSM \| + 8s \| \| \| 19. \| Pauliena Rooijakkers \| Liv Racing \| + 8s \| \| \| 20. \| Amanda Spratt \| Team BikeExchange \| + 8s \| \| |                       |                                    |          |
| |                       |                                    |          |
| Fonte: ProCyclingStats |                       |                                    |          |
| Classificação geral |                       |                                    |          |
| Ciclista | Ciclista              | Equipe                             | Tempo    |
| 1. | Demi Vollering        | SD Worx                            | 2h50m29s |
| 2. | Cecilie Uttrup Ludwig | FDJ-Nouvelle Aquitaine-Futuroscope | + 0s     |
| 3. | Marianne Vos          | Jumbo-Visma Women Team             | + 0s     |
| 4. | Anna van der Breggen  | SD Worx                            | + 0s     |
| 5. | Grace Brown           | Team BikeExchange                  | + 0s     |
| 6. | Katarzyna Niewiadoma  | Canyon-SRAM Racing                 | + 0s     |
| 7. | Soraya Paladin        | Liv Racing                         | + 0s     |
| 8. | Liane Lippert         | Team DSM                           | + 0s     |
| 9. | Lizzie Deignan        | Trek-Segafredo                     | + 4s     |
| 10. | Sofia Bertizzolo      | Liv Racing                         | + 4s     |
| 11. | Leah Thomas           | Movistar Team                      | + 4s     |
| 12. | Coryn Rivera          | Team DSM                           | + 8s     |
| 13. | Marta Cavalli         | FDJ-Nouvelle Aquitaine-Futuroscope | + 8s     |
| 14. | Niamh Fisher-Black    | SD Worx                            | + 8s     |
| 15. | Mikayla Harvey        | Canyon-SRAM Racing                 | + 8s     |
| 16. | Tatiana Guderzo       | Alé BTC Ljubljana                  | + 8s     |
| 17. | Anna Henderson        | Jumbo-Visma Women Team             | + 8s     |
| 18. | Juliette Labous       | Team DSM                           | + 8s     |
| 19. | Pauliena Rooijakkers  | Liv Racing                         | + 8s     |
| 20. | Amanda Spratt         | Team BikeExchange                  | + 8s     |

## Ciclistas participantes e posições finais
| Trek-Segafredo TFS | Trek-Segafredo TFS        | Trek-Segafredo TFS |
| ------------------ | ------------------------- | ------------------ |
| Num                | Ciclista                  | Pos                |
| 1                  | Lizzie Deignan (GBR)      | 9.                 |
| 2                  | Lucinda Brand (NED)       | 28.                |
| 3                  | Audrey Cordon-Ragot (FRA) | DNF                |
| 4                  | Shirin van Anrooij (NED)  | 54.                |
| 5                  | Tayler Wiles (USA)        | 82.                |
| 6                  | Ruth Winder (USA)         | 41.                |

| Jumbo-Visma Women Team TJV | Jumbo-Visma Women Team TJV | Jumbo-Visma Women Team TJV |
| -------------------------- | -------------------------- | -------------------------- |
| Num                        | Ciclista                   | Pos                        |
| 11                         | Marianne Vos (NED)         | 3.                         |
| 12                         | Anna Henderson (GBR)       | 17.                        |
| 13                         | Anouska Koster (NED)       | 37.                        |
| 14                         | Amber Kraak (NED)          | 61.                        |
| 15                         | Riejanne Markus (NED)      | 36.                        |
| 16                         | Karlijn Swinkels (NED)     | 102.                       |

| SD Worx SDW | SD Worx SDW                          | SD Worx SDW |
| ----------- | ------------------------------------ | ----------- |
| Num         | Ciclista                             | Pos         |
| 21          | Anna van der Breggen (NED) (estrada) | 4.          |
| 22          | Niamh Fisher-Black (NZL)             | 14.         |
| 23          | Roxane Fournier (FRA)                | 84.         |
| 24          | Nikola Nosková (CZE)                 | 93.         |
| 25          | Chantal van den Broek-Blaak (NED)    | 79.         |
| 26          | Demi Vollering (NED)                 | 1.          |

| Canyon-SRAM Racing CSR | Canyon-SRAM Racing CSR       | Canyon-SRAM Racing CSR |
| ---------------------- | ---------------------------- | ---------------------- |
| Num                    | Ciclista                     | Pos                    |
| 31                     | Katarzyna Niewiadoma (POL)   | 6.                     |
| 32                     | Hannah Barnes (GBR)          | 80.                    |
| 33                     | Elise Chabbey (SUI)          | 29.                    |
| 34                     | Tiffany Cromwell (AUS)       | 33.                    |
| 35                     | Mikayla Harvey (NZL)         | 15.                    |
| 36                     | Omer Shapira (ISR) (estrada) | 62.                    |

| Team BikeExchange BEX | Team BikeExchange BEX            | Team BikeExchange BEX |
| --------------------- | -------------------------------- | --------------------- |
| Num                   | Ciclista                         | Pos                   |
| 41                    | Amanda Spratt (AUS)              | 20.                   |
| 42                    | Grace Brown (AUS)                | 5.                    |
| 43                    | Sarah Roy (AUS) (estrada)        | 40.                   |
| 44                    | Ane Santesteban (ESP)            | 39.                   |
| 45                    | Georgia Williams (NZL) (estrada) | 69.                   |

| FDJ-Nouvelle Aquitaine-Futuroscope FDJ | FDJ-Nouvelle Aquitaine-Futuroscope FDJ | FDJ-Nouvelle Aquitaine-Futuroscope FDJ |
| -------------------------------------- | -------------------------------------- | -------------------------------------- |
| Num                                    | Ciclista                               | Pos                                    |
| 51                                     | Cecilie Uttrup Ludwig (DEN)            | 2.                                     |
| 52                                     | Marta Cavalli (ITA)                    | 13.                                    |
| 53                                     | Brodie Chapman (AUS)                   | 34.                                    |
| 54                                     | Emilia Fahlin (SWE)                    | 71.                                    |
| 55                                     | Victorie Guilman (FRA)                 | 47.                                    |
| 56                                     | Évita Muzic (FRA) (estrada)            | 35.                                    |

| Team DSM DSM | Team DSM DSM           | Team DSM DSM |
| ------------ | ---------------------- | ------------ |
| Num          | Ciclista               | Pos          |
| 61           | Juliette Labous (FRA)  | 18.          |
| 62           | Leah Kirchmann (CAN)   | 75.          |
| 63           | Liane Lippert (GER)    | 8.           |
| 64           | Floortje Mackaij (NED) | 70.          |
| 65           | Esmée Peperkamp (NED)  | 49.          |
| 66           | Coryn Rivera (USA)     | 12.          |

| Liv Racing LIV | Liv Racing LIV             | Liv Racing LIV |
| -------------- | -------------------------- | -------------- |
| Num            | Ciclista                   | Pos            |
| 71             | Sofia Bertizzolo (ITA)     | 10.            |
| 72             | Valerie Demey (BEL)        | 50.            |
| 73             | Jeanne Korevaar (NED)      | 48.            |
| 74             | Soraya Paladin (ITA)       | 7.             |
| 75             | Pauliena Rooijakkers (NED) | 19.            |
| 76             | Sabrina Stultiens (NED)    | 24.            |

| Alé BTC Ljubljana ALE | Alé BTC Ljubljana ALE         | Alé BTC Ljubljana ALE |
| --------------------- | ----------------------------- | --------------------- |
| Num                   | Ciclista                      | Pos                   |
| 81                    | Marta Bastianelli (ITA)       | 66.                   |
| 82                    | Maaike Boogaard (NED)         | 101.                  |
| 83                    | Eugenia Bujak (SLO) (estrada) | 43.                   |
| 84                    | Tatiana Guderzo (ITA)         | 16.                   |
| 85                    | Laura Tomasi (ITA)            | 81.                   |
| 86                    | Anna Trevisi (ITA)            | DNF                   |

| Movistar Team MOV | Movistar Team MOV      | Movistar Team MOV |
| ----------------- | ---------------------- | ----------------- |
| Num               | Ciclista               | Pos               |
| 91                | Aude Biannic (FRA)     | 83.               |
| 92                | Katrine Aalerud (NOR)  | 22.               |
| 93                | Sheyla Gutiérrez (ESP) | 92.               |
| 94                | Paula Patiño (COL)     | DNF               |
| 95                | Leah Thomas (USA)      | 11.               |

| Tibco-Silicon Valley Bank TIB | Tibco-Silicon Valley Bank TIB   | Tibco-Silicon Valley Bank TIB |
| ----------------------------- | ------------------------------- | ----------------------------- |
| Num                           | Ciclista                        | Pos                           |
| 101                           | Lauren Stephens (USA) (estrada) | 27.                           |
| 102                           | Leah Dixon (GBR)                | DNF                           |
| 103                           | Tanja Erath (GER)               | DNF                           |
| 104                           | Kristen Faulkner (USA)          | 21.                           |
| 105                           | Clara Honsinger (USA)           | 63.                           |

| A.R. Monex Women's ASA | A.R. Monex Women's ASA        | A.R. Monex Women's ASA |
| ---------------------- | ----------------------------- | ---------------------- |
| Num                    | Ciclista                      | Pos                    |
| 111                    | Eider Merino (ESP)            | 31.                    |
| 112                    | Ariadna Gutiérrez (MEX)       | 32.                    |
| 113                    | Katia Ragusa (ITA)            | 46.                    |
| 114                    | Andrea Ramírez Fregoso (MEX)  | 59.                    |
| 115                    | Maria Vittoria Sperotto (ITA) | 100.                   |
| 116                    | Jade Teolis (FRA)             | DNF                    |

| Bizkaia-Durango BDP | Bizkaia-Durango BDP    | Bizkaia-Durango BDP |
| ------------------- | ---------------------- | ------------------- |
| Num                 | Ciclista               | Pos                 |
| 121                 | Sandra Alonso (ESP)    | DNF                 |
| 122                 | Yurani Blanco (ESP)    | DNF                 |
| 123                 | Daniela Campos (POR)   | DNF                 |
| 124                 | Emilie Fortin (CAN)    | 73.                 |
| 125                 | Ariana Gilabert (ESP)  | DNF                 |
| 126                 | Elizabeth Holden (GBR) | 67.                 |

| Arkéa Pro Cycling Team ARK | Arkéa Pro Cycling Team ARK | Arkéa Pro Cycling Team ARK |
| -------------------------- | -------------------------- | -------------------------- |
| Num                        | Ciclista                   | Pos                        |
| 131                        | Pauline Allin (FRA)        | 76.                        |
| 132                        | Amandine Fouquenet (FRA)   | 53.                        |
| 133                        | Lucie Jounier (FRA)        | 44.                        |
| 134                        | Cédrine Kerbaol (FRA)      | 85.                        |
| 135                        | Typhaine Laurance (FRA)    | DNF                        |
| 136                        | Greta Richioud (FRA)       | 95.                        |

| Rally Cycling RLW | Rally Cycling RLW             | Rally Cycling RLW |
| ----------------- | ----------------------------- | ----------------- |
| Num               | Ciclista                      | Pos               |
| 141               | Kristabel Doebel-Hickok (USA) | 55.               |
| 142               | Holly Breck (USA)             | DNF               |
| 143               | Katie Clouse (USA)            | DNF               |
| 144               | Heidi Franz (USA)             | 78.               |
| 145               | Clara Koppenburg (GER)        | 25.               |
| 146               | Sara Poidevin (CAN)           | 72.               |

| Drops-Le Col DRP | Drops-Le Col DRP      | Drops-Le Col DRP |
| ---------------- | --------------------- | ---------------- |
| Num              | Ciclista              | Pos              |
| 151              | Joscelin Lowden (GBR) | 23.              |
| 152              | Anna Christian (GBR)  | 74.              |
| 153              | Dani Christmas (GBR)  | 98.              |
| 154              | Sara Penton (SWE)     | DNF              |
| 155              | Finja Smekal (GER)    | DNF              |
| 156              | Alice Towers (GBR)    | 57.              |

| Ceratizit-WNT Pro Cycling WNT | Ceratizit-WNT Pro Cycling WNT | Ceratizit-WNT Pro Cycling WNT |
| ----------------------------- | ----------------------------- | ----------------------------- |
| Num                           | Ciclista                      | Pos                           |
| 161                           | Marta Lach (POL)              | 45.                           |
| 162                           | Laura Asencio (FRA)           | 99.                           |
| 163                           | Kathrin Hammes (GER)          | 51.                           |
| 164                           | Sarah Rijkes (AUT)            | DNF                           |
| 165                           | Lara Vieceli (ITA)            | DNF                           |

| Parkhotel Valkenburg PHV | Parkhotel Valkenburg PHV | Parkhotel Valkenburg PHV |
| ------------------------ | ------------------------ | ------------------------ |
| Num                      | Ciclista                 | Pos                      |
| 171                      | Julia Van Bokhoven (NED) | 87.                      |
| 172                      | Nina Buysman (NED)       | 68.                      |
| 173                      | Belle De Gast (NED)      | DNF                      |
| 174                      | Femke Gerritse (NED)     | 86.                      |
| 175                      | Pien Limpens (NED)       | 89.                      |
| 176                      | Marit Raaijmakers (NED)  | 65.                      |

| Valcar-Travel & Service VAL | Valcar-Travel & Service VAL | Valcar-Travel & Service VAL |
| --------------------------- | --------------------------- | --------------------------- |
| Num                         | Ciclista                    | Pos                         |
| 181                         | Barbara Malcotti (ITA)      | 26.                         |
| 182                         | Alice Maria Arzuffi (ITA)   | 52.                         |
| 183                         | Silvia Persico (ITA)        | 38.                         |
| 184                         | Federica Piergiovanni (ITA) | 30.                         |
| 185                         | Elena Pirrone (ITA)         | 64.                         |
| 186                         | Ilaria Sanguineti (ITA)     | 42.                         |

| Massi Tactic MAT | Massi Tactic MAT                     | Massi Tactic MAT |
| ---------------- | ------------------------------------ | ---------------- |
| Num              | Ciclista                             | Pos              |
| 191              | Špela Kern (SLO)                     | 60.              |
| 192              | Olivia Baril (CAN)                   | 77.              |
| 193              | Mireia Benito (ESP)                  | 91.              |
| 194              | Maaike Coljé (NED)                   | 56.              |
| 195              | Agua Marina Espinola (PAR) (estrada) | DNF              |
| 196              | Marta Sanchez (ESP)                  | DNF              |

| Stade Rochelais Charente-Maritime CMW | Stade Rochelais Charente-Maritime CMW | Stade Rochelais Charente-Maritime CMW |
| ------------------------------------- | ------------------------------------- | ------------------------------------- |
| Num                                   | Ciclista                              | Pos                                   |
| 201                                   | Noemi Rüegg (SUI)                     | 97.                                   |
| 202                                   | Noémie Abgrall (FRA)                  | 90.                                   |
| 203                                   | Elodie Le Bail (FRA)                  | DNF                                   |
| 204                                   | Manon Souyris (FRA)                   | DNF                                   |
| 205                                   | Maëva Squiban (FRA)                   | 88.                                   |

| Top Girls Fassa Bortolo TOP | Top Girls Fassa Bortolo TOP | Top Girls Fassa Bortolo TOP |
| --------------------------- | --------------------------- | --------------------------- |
| Num                         | Ciclista                    | Pos                         |
| 211                         | Debora Silvestri (ITA)      | 58.                         |
| 212                         | Michela Balducci (ITA)      | DNF                         |
| 213                         | Elisa Dalla Valle (ITA)     | DNF                         |
| 214                         | Greta Marturano (ITA)       | 94.                         |
| 215                         | Iris Monticolo (ITA)        | DNF                         |
| 216                         | Giorgia Vettorello (ITA)    | 96.                         |

| Trek-Segafredo TFS | Trek-Segafredo TFS        | Trek-Segafredo TFS |
| ------------------ | ------------------------- | ------------------ |
| Num                | Ciclista                  | Pos                |
| 1                  | Lizzie Deignan (GBR)      | 9.                 |
| 2                  | Lucinda Brand (NED)       | 28.                |
| 3                  | Audrey Cordon-Ragot (FRA) | DNF                |
| 4                  | Shirin van Anrooij (NED)  | 54.                |
| 5                  | Tayler Wiles (USA)        | 82.                |
| 6                  | Ruth Winder (USA)         | 41.                |

| Jumbo-Visma Women Team TJV | Jumbo-Visma Women Team TJV | Jumbo-Visma Women Team TJV |
| -------------------------- | -------------------------- | -------------------------- |
| Num                        | Ciclista                   | Pos                        |
| 11                         | Marianne Vos (NED)         | 3.                         |
| 12                         | Anna Henderson (GBR)       | 17.                        |
| 13                         | Anouska Koster (NED)       | 37.                        |
| 14                         | Amber Kraak (NED)          | 61.                        |
| 15                         | Riejanne Markus (NED)      | 36.                        |
| 16                         | Karlijn Swinkels (NED)     | 102.                       |

| SD Worx SDW | SD Worx SDW                          | SD Worx SDW |
| ----------- | ------------------------------------ | ----------- |
| Num         | Ciclista                             | Pos         |
| 21          | Anna van der Breggen (NED) (estrada) | 4.          |
| 22          | Niamh Fisher-Black (NZL)             | 14.         |
| 23          | Roxane Fournier (FRA)                | 84.         |
| 24          | Nikola Nosková (CZE)                 | 93.         |
| 25          | Chantal van den Broek-Blaak (NED)    | 79.         |
| 26          | Demi Vollering (NED)                 | 1.          |

| Canyon-SRAM Racing CSR | Canyon-SRAM Racing CSR       | Canyon-SRAM Racing CSR |
| ---------------------- | ---------------------------- | ---------------------- |
| Num                    | Ciclista                     | Pos                    |
| 31                     | Katarzyna Niewiadoma (POL)   | 6.                     |
| 32                     | Hannah Barnes (GBR)          | 80.                    |
| 33                     | Elise Chabbey (SUI)          | 29.                    |
| 34                     | Tiffany Cromwell (AUS)       | 33.                    |
| 35                     | Mikayla Harvey (NZL)         | 15.                    |
| 36                     | Omer Shapira (ISR) (estrada) | 62.                    |

| Team BikeExchange BEX | Team BikeExchange BEX            | Team BikeExchange BEX |
| --------------------- | -------------------------------- | --------------------- |
| Num                   | Ciclista                         | Pos                   |
| 41                    | Amanda Spratt (AUS)              | 20.                   |
| 42                    | Grace Brown (AUS)                | 5.                    |
| 43                    | Sarah Roy (AUS) (estrada)        | 40.                   |
| 44                    | Ane Santesteban (ESP)            | 39.                   |
| 45                    | Georgia Williams (NZL) (estrada) | 69.                   |

| FDJ-Nouvelle Aquitaine-Futuroscope FDJ | FDJ-Nouvelle Aquitaine-Futuroscope FDJ | FDJ-Nouvelle Aquitaine-Futuroscope FDJ |
| -------------------------------------- | -------------------------------------- | -------------------------------------- |
| Num                                    | Ciclista                               | Pos                                    |
| 51                                     | Cecilie Uttrup Ludwig (DEN)            | 2.                                     |
| 52                                     | Marta Cavalli (ITA)                    | 13.                                    |
| 53                                     | Brodie Chapman (AUS)                   | 34.                                    |
| 54                                     | Emilia Fahlin (SWE)                    | 71.                                    |
| 55                                     | Victorie Guilman (FRA)                 | 47.                                    |
| 56                                     | Évita Muzic (FRA) (estrada)            | 35.                                    |

| Team DSM DSM | Team DSM DSM           | Team DSM DSM |
| ------------ | ---------------------- | ------------ |
| Num          | Ciclista               | Pos          |
| 61           | Juliette Labous (FRA)  | 18.          |
| 62           | Leah Kirchmann (CAN)   | 75.          |
| 63           | Liane Lippert (GER)    | 8.           |
| 64           | Floortje Mackaij (NED) | 70.          |
| 65           | Esmée Peperkamp (NED)  | 49.          |
| 66           | Coryn Rivera (USA)     | 12.          |

| Liv Racing LIV | Liv Racing LIV             | Liv Racing LIV |
| -------------- | -------------------------- | -------------- |
| Num            | Ciclista                   | Pos            |
| 71             | Sofia Bertizzolo (ITA)     | 10.            |
| 72             | Valerie Demey (BEL)        | 50.            |
| 73             | Jeanne Korevaar (NED)      | 48.            |
| 74             | Soraya Paladin (ITA)       | 7.             |
| 75             | Pauliena Rooijakkers (NED) | 19.            |
| 76             | Sabrina Stultiens (NED)    | 24.            |

| Alé BTC Ljubljana ALE | Alé BTC Ljubljana ALE         | Alé BTC Ljubljana ALE |
| --------------------- | ----------------------------- | --------------------- |
| Num                   | Ciclista                      | Pos                   |
| 81                    | Marta Bastianelli (ITA)       | 66.                   |
| 82                    | Maaike Boogaard (NED)         | 101.                  |
| 83                    | Eugenia Bujak (SLO) (estrada) | 43.                   |
| 84                    | Tatiana Guderzo (ITA)         | 16.                   |
| 85                    | Laura Tomasi (ITA)            | 81.                   |
| 86                    | Anna Trevisi (ITA)            | DNF                   |

| Movistar Team MOV | Movistar Team MOV      | Movistar Team MOV |
| ----------------- | ---------------------- | ----------------- |
| Num               | Ciclista               | Pos               |
| 91                | Aude Biannic (FRA)     | 83.               |
| 92                | Katrine Aalerud (NOR)  | 22.               |
| 93                | Sheyla Gutiérrez (ESP) | 92.               |
| 94                | Paula Patiño (COL)     | DNF               |
| 95                | Leah Thomas (USA)      | 11.               |

| Tibco-Silicon Valley Bank TIB | Tibco-Silicon Valley Bank TIB   | Tibco-Silicon Valley Bank TIB |
| ----------------------------- | ------------------------------- | ----------------------------- |
| Num                           | Ciclista                        | Pos                           |
| 101                           | Lauren Stephens (USA) (estrada) | 27.                           |
| 102                           | Leah Dixon (GBR)                | DNF                           |
| 103                           | Tanja Erath (GER)               | DNF                           |
| 104                           | Kristen Faulkner (USA)          | 21.                           |
| 105                           | Clara Honsinger (USA)           | 63.                           |

| A.R. Monex Women's ASA | A.R. Monex Women's ASA        | A.R. Monex Women's ASA |
| ---------------------- | ----------------------------- | ---------------------- |
| Num                    | Ciclista                      | Pos                    |
| 111                    | Eider Merino (ESP)            | 31.                    |
| 112                    | Ariadna Gutiérrez (MEX)       | 32.                    |
| 113                    | Katia Ragusa (ITA)            | 46.                    |
| 114                    | Andrea Ramírez Fregoso (MEX)  | 59.                    |
| 115                    | Maria Vittoria Sperotto (ITA) | 100.                   |
| 116                    | Jade Teolis (FRA)             | DNF                    |

| Bizkaia-Durango BDP | Bizkaia-Durango BDP    | Bizkaia-Durango BDP |
| ------------------- | ---------------------- | ------------------- |
| Num                 | Ciclista               | Pos                 |
| 121                 | Sandra Alonso (ESP)    | DNF                 |
| 122                 | Yurani Blanco (ESP)    | DNF                 |
| 123                 | Daniela Campos (POR)   | DNF                 |
| 124                 | Emilie Fortin (CAN)    | 73.                 |
| 125                 | Ariana Gilabert (ESP)  | DNF                 |
| 126                 | Elizabeth Holden (GBR) | 67.                 |

| Arkéa Pro Cycling Team ARK | Arkéa Pro Cycling Team ARK | Arkéa Pro Cycling Team ARK |
| -------------------------- | -------------------------- | -------------------------- |
| Num                        | Ciclista                   | Pos                        |
| 131                        | Pauline Allin (FRA)        | 76.                        |
| 132                        | Amandine Fouquenet (FRA)   | 53.                        |
| 133                        | Lucie Jounier (FRA)        | 44.                        |
| 134                        | Cédrine Kerbaol (FRA)      | 85.                        |
| 135                        | Typhaine Laurance (FRA)    | DNF                        |
| 136                        | Greta Richioud (FRA)       | 95.                        |

| Rally Cycling RLW | Rally Cycling RLW             | Rally Cycling RLW |
| ----------------- | ----------------------------- | ----------------- |
| Num               | Ciclista                      | Pos               |
| 141               | Kristabel Doebel-Hickok (USA) | 55.               |
| 142               | Holly Breck (USA)             | DNF               |
| 143               | Katie Clouse (USA)            | DNF               |
| 144               | Heidi Franz (USA)             | 78.               |
| 145               | Clara Koppenburg (GER)        | 25.               |
| 146               | Sara Poidevin (CAN)           | 72.               |

| Drops-Le Col DRP | Drops-Le Col DRP      | Drops-Le Col DRP |
| ---------------- | --------------------- | ---------------- |
| Num              | Ciclista              | Pos              |
| 151              | Joscelin Lowden (GBR) | 23.              |
| 152              | Anna Christian (GBR)  | 74.              |
| 153              | Dani Christmas (GBR)  | 98.              |
| 154              | Sara Penton (SWE)     | DNF              |
| 155              | Finja Smekal (GER)    | DNF              |
| 156              | Alice Towers (GBR)    | 57.              |

| Ceratizit-WNT Pro Cycling WNT | Ceratizit-WNT Pro Cycling WNT | Ceratizit-WNT Pro Cycling WNT |
| ----------------------------- | ----------------------------- | ----------------------------- |
| Num                           | Ciclista                      | Pos                           |
| 161                           | Marta Lach (POL)              | 45.                           |
| 162                           | Laura Asencio (FRA)           | 99.                           |
| 163                           | Kathrin Hammes (GER)          | 51.                           |
| 164                           | Sarah Rijkes (AUT)            | DNF                           |
| 165                           | Lara Vieceli (ITA)            | DNF                           |

| Parkhotel Valkenburg PHV | Parkhotel Valkenburg PHV | Parkhotel Valkenburg PHV |
| ------------------------ | ------------------------ | ------------------------ |
| Num                      | Ciclista                 | Pos                      |
| 171                      | Julia Van Bokhoven (NED) | 87.                      |
| 172                      | Nina Buysman (NED)       | 68.                      |
| 173                      | Belle De Gast (NED)      | DNF                      |
| 174                      | Femke Gerritse (NED)     | 86.                      |
| 175                      | Pien Limpens (NED)       | 89.                      |
| 176                      | Marit Raaijmakers (NED)  | 65.                      |

| Valcar-Travel & Service VAL | Valcar-Travel & Service VAL | Valcar-Travel & Service VAL |
| --------------------------- | --------------------------- | --------------------------- |
| Num                         | Ciclista                    | Pos                         |
| 181                         | Barbara Malcotti (ITA)      | 26.                         |
| 182                         | Alice Maria Arzuffi (ITA)   | 52.                         |
| 183                         | Silvia Persico (ITA)        | 38.                         |
| 184                         | Federica Piergiovanni (ITA) | 30.                         |
| 185                         | Elena Pirrone (ITA)         | 64.                         |
| 186                         | Ilaria Sanguineti (ITA)     | 42.                         |

| Massi Tactic MAT | Massi Tactic MAT                     | Massi Tactic MAT |
| ---------------- | ------------------------------------ | ---------------- |
| Num              | Ciclista                             | Pos              |
| 191              | Špela Kern (SLO)                     | 60.              |
| 192              | Olivia Baril (CAN)                   | 77.              |
| 193              | Mireia Benito (ESP)                  | 91.              |
| 194              | Maaike Coljé (NED)                   | 56.              |
| 195              | Agua Marina Espinola (PAR) (estrada) | DNF              |
| 196              | Marta Sanchez (ESP)                  | DNF              |

| Stade Rochelais Charente-Maritime CMW | Stade Rochelais Charente-Maritime CMW | Stade Rochelais Charente-Maritime CMW |
| ------------------------------------- | ------------------------------------- | ------------------------------------- |
| Num                                   | Ciclista                              | Pos                                   |
| 201                                   | Noemi Rüegg (SUI)                     | 97.                                   |
| 202                                   | Noémie Abgrall (FRA)                  | 90.                                   |
| 203                                   | Elodie Le Bail (FRA)                  | DNF                                   |
| 204                                   | Manon Souyris (FRA)                   | DNF                                   |
| 205                                   | Maëva Squiban (FRA)                   | 88.                                   |

| Top Girls Fassa Bortolo TOP | Top Girls Fassa Bortolo TOP | Top Girls Fassa Bortolo TOP |
| --------------------------- | --------------------------- | --------------------------- |
| Num                         | Ciclista                    | Pos                         |
| 211                         | Debora Silvestri (ITA)      | 58.                         |
| 212                         | Michela Balducci (ITA)      | DNF                         |
| 213                         | Elisa Dalla Valle (ITA)     | DNF                         |
| 214                         | Greta Marturano (ITA)       | 94.                         |
| 215                         | Iris Monticolo (ITA)        | DNF                         |
| 216                         | Giorgia Vettorello (ITA)    | 96.                         |

Convenções:
- AB: Abandono
- FLT: Retiro por chegada fora do limite de tempo
- NTS: Não tomou a saída
- DES: Descalificada ou expulsada

## UCI WorldTour Feminino
La Course by Le Tour de France outorgou pontos para o UCI World Ranking Feminino  e o UCI WorldTour Feminino para corredoras das equipas nas categorias UCI WordTeam Feminino e UCI Women's continental teams. As seguintes tabelas mostram o barómetro de pontuação e as 10 corredoras que obtiveram mais pontos:
| Posição   | 1.ª | 2.ª | 3.ª | 4.ª | 5.ª | 6.ª | 7.ª | 8.ª | 9.ª | 10.ª | 11.ª | 12.ª | 13.ª | 14.ª | 15.ª | 16.ª-20.ª | 21.ª-30.ª | 31.ª-40.ª |
| Pontuação | 400 | 320 | 260 | 220 | 180 | 140 | 120 | 100 | 80  | 68   | 56   | 48   | 40   | 32   | 28   | 24        | 16        | 8         |

| Classificação |                       |                                    |        |
| Posição       | Ciclista              | Equipo                             | Pontos |
| ------------- | --------------------- | ---------------------------------- | ------ |
| 1.ª           | Demi Vollering        | SD Worx                            | 400    |
| 2.ª           | Cecilie Uttrup Ludwig | FDJ Nouvelle Aquitaine Futuroscope | 320    |
| 3.ª           | Marianne Vos          | Jumbo-Visma                        | 260    |
| 4.ª           | Anna van der Breggen  | SD Worx                            | 220    |
| 5.ª           | Grace Brown           | BikeExchange                       | 180    |
| 6.ª           | Katarzyna Niewiadoma  | Canyon SRAM Racing                 | 140    |
| 7.ª           | Soraya Paladin        | Liv Racing                         | 120    |
| 8.ª           | Liane Lippert         | DSM                                | 100    |
| 9.ª           | Elizabeth Deignan     | Trek-Segafredo                     | 80     |
| 10.ª          | Sofia Bertizzolo      | Liv Racing                         | 68     |